# Tharandt
Tharandt é um município da Alemanha, situado no distrito de Sächsische Schweiz-Osterzgebirge, no estado da Saxônia. Tem 71,22 km² de área, e sua população em 2019 foi estimada em 5.439 habitantes.